# Sigi Feigl
Sigi Feigl (14 juni 1961) is een Oostenrijkse jazz-saxofonist en bigbandleider.
Fegl studeerde klassieke klarinet en jazz-saxofoon aan de Kunstuniversität Graz. In 1980 richtte hij de Big Band Süd op, die tot 1997 actief was en waaruit in 1999 de Jazz Bigband Graz ontstond, ook opgericht door Feigl. De bandleider leidde deze groep tot 2003. Hij was oprichter van de Symfonische Orchester Leibnitz (1986-2003) en gaf sinds 1989 les aan de Kunstuniversität Graz. In Kroatië gaf hij workshops  waaruit in 2003 een orkest voortkwam, het HGM Jazz Orkestar Zagreb, eveneens door hem geleid. Ook organiseerde hij concerten, waaruit in de jaren negentig het Jazzfestival Leibnitz ontstond.
In 2011 werd Feigl het Großes Ehrenzeichen des Landes Steiermark verleend.

## Discografie
Big Band Süd:
- Meet Big Band Süd (met Toots Thielemans, Art Farmer en Bob Brookmeyer, 1993
- Remember Big Band Süd (met Art Farmer), 1995

HGM Jazz Orkestar Zagreb:
- HGM Plays The Beatles, 2009
- HGM Plays Our Songs, 2010
- HGM Plays for Christmas, 2011

- Musikschule Sigi Feigl vol. 1, 1997

- Gemeinsame Normdatei: 13518164X
- International Standard Name Identifier: 0000 0000 5691 4857
- MusicBrainz: 6b4e2aa8-77c6-4525-bed8-2f9f993e1492
- Virtual International Authority File: 80014384
- WorldCat: E39PBJjXg4Mcq7mfgmTqFCqCwC